# Plaza Bombero Soto
La Plaza Bombero Soto es un plaza de la comuna de La Reina, Santiago de Chile, ubicada entre las calles Joaquín Godoy, Güemes y atravesada por la calle Dr. Genaro  Benavides, en el barrio Lynch. Se encuentra cercana a la parroquia Natividad del Señor y la Plaza Egaña, que es un importante centro de comercio y servicios.
La plaza fue nombrada en honor al bombero de la Sexta Compañía de Bomberos "Bomba La Reina" de Ñuñoa Juan Soto Bizzozero, fallecido en 1960.